# Chomskyhiërarchie
De chomskyhiërarchie is een indeling in klassen van de formele talen naar het type formele grammatica dat alle talen binnen een bepaalde klasse kan genereren. Elke klasse in de chomskyhiërarchie omvat ook de klassen met een hoger nummer. De hiërarchie is genoemd naar haar uitvinder, de Amerikaanse taalkundige Noam Chomsky, en werd het eerst beschreven in 1956.
| Type      | Taalklasse      | Automatenmodel                                    | Grammatica                  |
| --------- | --------------- | ------------------------------------------------- | --------------------------- |
| Type 3    | Regulier        | Eindige automaat                                  | Reguliere grammatica        |
| Type 2    | Contextvrij     | Stapelautomaat, ook bekend als push-down automaat | Contextvrije grammatica     |
| Type 1    | Contextgevoelig | Lineair begrensde turingmachine                   | Contextgevoelige grammatica |
| Type 0    | Semi-beslisbaar | Turingmachine                                     | elke grammatica             |
| geen type | Alle talen      | Geen                                              | Geen                        |

## Complexiteit
De indeling naar type in dit geval zegt direct iets over de uitdrukkingskracht, maar met name ook de complexiteit van generatie en interpretatie.

## Toepasbaarheid
Hoewel de indeling vooral binnen de theoretische informatica gebruikt wordt, is ze ook gebruikt voor het onderzoek naar natuurlijke talen, binnen het kader van de generatieve taalkunde maar ook binnen andere formele kaders.